# プラーグの大学生 (1935年の映画)
『プラーグの大学生』（プラーグのだいがくせい、ドイツ語: Der Student von Prag）は、1935年に公開されたドイツのホラー映画。監督はアルトゥール・ロビソン、出演はアドルフ・ウォールブリュック 、テオドル・ロース、ドロテア・ヴィーク。1913年と1926年に作られた同名映画のリメイク。

## キャスト
- バルドゥイン：アドルフ・ウォールブリュック （英語版）
- カルピス博士：テオドル・ロース
- ユリア：ドロテア・ヴィーク（英語版）
- ヴァルディス男爵：エリッヒ・フィートラー（英語版）
- リディア：エドナ・グレイフ
- Krebs：カール・ヘルマー
- Zavrel：フォルカー・フォン・カランデ（英語版）
- Dahl：フリッツ・ゲンショウ
- Jarmila：エルザ・ワグナー（英語版）
- ユリア：ミリザ・コルジャス（英語版）

## 評価
1936年、グレアム・グリーンはイギリスの雑誌『The Spectator』に寄せた記事の中でこの映画を「冴えない、珍奇、サイレント時代のドイツ映画の遺物」と批判した。1926年版と比較して、ストーリーはおぼつかなく、役者も印象が薄いとした。

## 関連
- プラーグの大学生 (1913年の映画)
- プラーグの大学生 (1926年の映画)